# Skrob sintaza
Skrob sintaza (EC 2.4.1.21, ADP-glukoza skrobna glukoziltransferaza, adenozin difosfat glukoza-skrobna glukoziltransferaza, adenozin difosfoglukoza-skrobna glukoziltransferaza, ADP-glukoza skrobna sintaza, ADP-glukozna sintaza, ADP-glukozna transglukozilase, ADP-glukozna-skrobna glukoziltransferaza, ADPG skrobna sintetaza, ADPG-skrobna glukoziltransferaza, skrobna sintetaza, ADP-glukoza:1,4-alfa-D-glukan 4-alfa--glukoziltransferaza) je enzim sa sistematskim imenom ADP-glukoza:(1->4)-alfa-D-glukan 4-alfa--glukoziltransferaza. Ovaj enzim katalizuje sledeću hemijsku reakciju
ADP-glukoza + [(1->4)-alfa--glukozil] {\displaystyle \rightleftharpoons } ADP + [(1->4)-alfa--glukozil]+1
Prihvaćeno ime ovog enzim varira u zavisnosti od njegovog izvora i prirode sintetičkog produkta, npr. skrobna sintaza, bakterijska glikogenska sintaza.

## Spoljašnje veze
- Starch+synthase+(glycosyl-transferring) на 